# Juni 2017
Portal Geschichte | Portal Biografien | Aktuelle Ereignisse | Jahreskalender | Tagesartikel

◄ |
20. Jahrhundert |
21. Jahrhundert

◄ |
1980er |
1990er |
2000er |
2010er
| 2020er | 2030er | 2040er

◄ |
2013 |
2014 |
2015 |
2016 |
2017
| 2018 | 2019 | 2020 | 2021 | ►

◄ |
März 2017 |
April 2017 |
Mai 2017 |
Juni 2017 |
Juli 2017 |
August 2017 |
September 2017 |
►
Dieser Artikel behandelt tagesbezogene Nachrichten und Ereignisse im Juni 2017.

## Tagesgeschehen

### Donnerstag, 1. Juni 2017
- Berlin/Deutschland: Bundesverkehrsminister Alexander Dobrindt verpflichtet das Volkswagen-Tochterunternehmen Audi wegen einer illegalen softwaregesteuerten Abschalteinrichtung zu einem kompletten Rückruf von rund 25.000 Dieselfahrzeugen mit Euro-5-Abgasnorm der Baujahre 2009 bis 2013 auf und fordert ein Umrüstungskonzept bis zum 12. Juni. Am 15. März 2017 hatten bereits während der Jahrespressekonferenz von Audi mehr als 100 Polizisten und Staatsanwälte die Zentrale des Fahrzeugherstellers in Ingolstadt und weitere Standorte und Wohnungen von Mitarbeitern durchsucht.[1]
- Berlin/Deutschland: Der Deutsche Bundestag nimmt mit 455 Ja-Stimmen, 87 Gegenstimmen und 61 Enthaltungen den von der Bundesregierung eingebrachten Gesetzentwurf zur Neuordnung der Bund-Länder-Finanzbeziehungen mit der Änderung der Grundgesetzartikel 90, 91c, 104b, 104c, 107, 108, 109a, 114, 125c, 143d bis 143g mit Zweidrittelmehrheit an. Die Bund-Länder-Finanzreform sieht vor, dass die Bundesländer von 2020 an jährlich rund 10 Milliarden Euro vom Bund erhalten und im Gegenzug bekommt der Bund dafür mehr Kompetenzen und Kontrollmöglichkeiten. Dies sieht eine Lockerung des Kooperationsverbotes zwischen Bund und Ländern bei den Finanzen im Bildungswesen vor und die Gründung einer Autobahngesellschaft des Bundes vor allem für die Bundesautobahnen.[2] Zudem beschließt der Bundestag die Abschaffung des Paragraphen 103 (Majestätsbeleidigung) des Strafgesetzbuchs[3] und ratifiziert das Übereinkommen des Europarats zur Verhütung und Bekämpfung von Gewalt gegen Frauen und häuslicher Gewalt (Istanbul-Konvention).[4]
- Cardiff/Vereinigtes Königreich: Im Endspiel der Fußball-Champions-League der Frauen setzt sich Titelverteidiger Olympique Lyon gegen Paris Saint-Germain im Elfmeterschießen durch und holt zum vierten Mal den Titel.[5]
- Chantilly/Vereinigte Staaten: Die 65. Bilderberg-Konferenz beginnt unter dem Vorsitz von Henri de Castries.
- Hamburg/Deutschland: Die Reederei-Gruppe Rickmers Holding mit rund 2.193 Mitarbeitern stellt beim Amtsgericht Hamburg einen Insolvenzantrag, nachdem am Vortag die HSH Nordbank als größter Gläubiger ein Sanierungskonzept ablehnte.[6]
- Klagenfurt/Österreich: Mit einem 2:1-Sieg gegen den SK Rapid Wien im 82. Endspiel um den Österreichischen Fußball-Cup gewinnt der FC Red Bull Salzburg zum vierten Mal in Folge sowohl die Meisterschaft als auch den nationalen Pokal.[7]
- München/Deutschland: Der Aufsichtsrat der Linde AG stimmt dem Zusammenschluss und den Fusionsvertrag (Business Combination Agreement, BCA) mit dem US-amerikanischen Gasekonzern Praxair aus Danbury zu. Nach dem Zusammenschluss soll die neue Holding den Namen Linde plc. mit Sitz in Irland haben und die operativen Zentralfunktionen in Großbritannien einnehmen.[8]
- Mojave Air & Space Port/Vereinigte Staaten: Das private US-amerikanische Raumfahrtunternehmen Stratolaunch Systems stellt mit dem Stratolaunch das weltgrößte Flugzeug mit einer Flügelspannweite von 117 Metern, 72 Meter Länge, ein 50 Meter hohes Heck, ein Fahrwerk mit 28 Rädern und 229 Tonnen Leergewicht vor.[9]
- Washington, D.C./Vereinigte Staaten: US-Präsident Donald Trump kündigt den Austritt der Vereinigten Staaten aus dem am 4. November 2016 in Kraft getretenen Pariser Klimaschutzabkommen an.[10]

### Freitag, 2. Juni 2017
- Berlin/Deutschland: Die bisherige Generalsekretärin der SPD, Katarina Barley, wird zur neuen Bundesministerin für Familie, Senioren, Frauen und Jugend ernannt. Als neuer SPD-Generalsekretär wurde Hubertus Heil ernannt.
- Kopenhagen/Dänemark: Das dänische Parlament schafft den seit 1866 bestehenden Paragraphen 140 des Strafgesetzbuchs und damit die Strafverfolgung wegen Blasphemie ab.[11]
- Mora/Kamerun: Bei zwei Selbstmordanschlägen mutmaßlicher Kämpfer der islamistischen Boko Haram vor einem Flüchtlingslager in Kolofata rund 10 km vor der Grenze zu Nigeria werden mindestens 11 Menschen getötet und 30 weitere verletzt.[12]
- Pasay City/Philippinen: Ein mit einem Schnellfeuergewehr bewaffneter Angreifer stürmt in das Spielkasino des Resorts World Manila und setzt mehrere Tische in Brand. Durch die Brandentwicklung und starken Rauch kommen mindestens 36 Menschen einschließlich des Täters ums Leben und weitere 70 werden verletzt.[13]
- Washington, D.C./Vereinigte Staaten: Auf der Ozean-Konferenz der Vereinten Nationen warnen die Teilnehmer vor einer Versauerung der Weltmeere. Die Konferenz konzentriert sich dabei auf das Ziele unter Punkt 14 der Agenda 2030 für nachhaltige Entwicklung.[14]

### Samstag, 3. Juni 2017

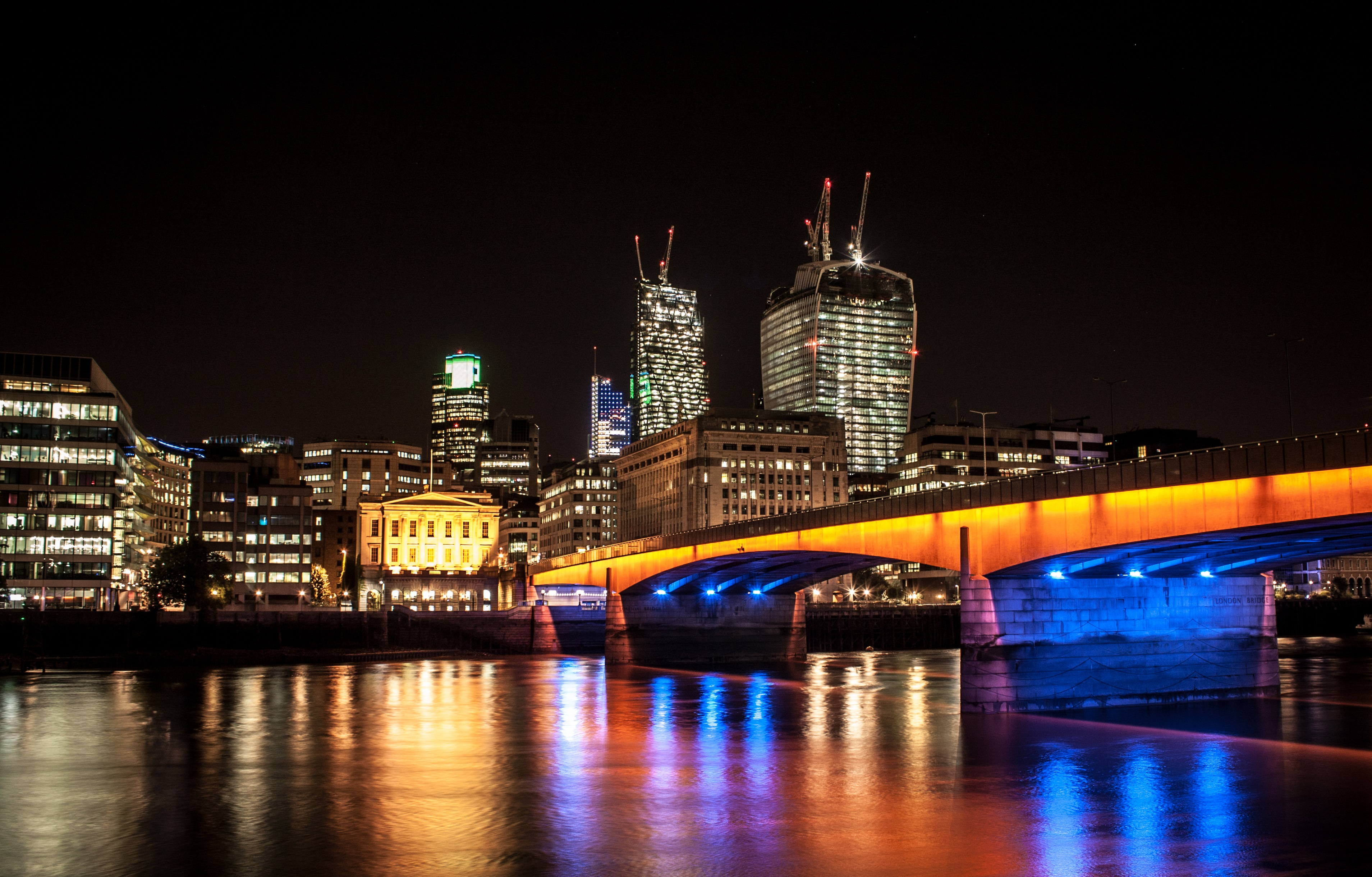
London Bridge

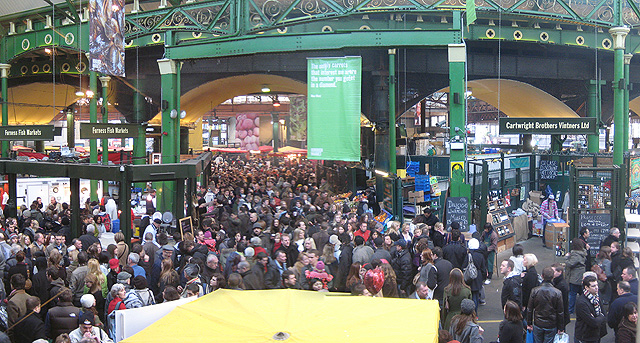
Borough Market (2009)

- Kennedy Space Center/Vereinigte Staaten: Im Rahmen des CRS-Programms des US-Raumfahrtunternehmens SpaceX startet erfolgreich die CRS-11 Mission zur Internationalen Raumstation (ISS). Dabei wurde erstmals ein Dragon-Raumschiff wieder verwendet, das sich bereits im September 2014 als Mission CRS-4 im Orbit befand.[15]
- Cardiff/Vereinigtes Königreich: Titelverteidiger Real Madrid siegt im Endspiel der Fußball-Champions-League der Männer 4:1 gegen Juventus Turin und gewinnt als erste Mannschaft seit Abschaffung des Europapokals der Landesmeister 1992 in zwei aufeinanderfolgenden Jahren den Titel.[16]
- Kabul/Afghanistan: Bei der Beerdigung des am Vortag getöteten Sohnes des stellvertretenden Chefs des Senats, Mohammad Salem Isedjar, kommt es zu drei aufeinanderfolgende Explosionen, bei denen 20 Menschen getötet und 119 verletzt werden.[17]
- London/Großbritannien: Bei einem Terroranschlag in London werden durch drei Attentäter sieben Menschen getötet und mindestens 48 weitere verletzt. Auf der London Bridge fährt ein Kleinlaster in eine Menschengruppe. Anschließend gehen die drei Angreifer mit Messern in der Nähe des Borough Market auf Passanten los. Die drei Angreifer werden von der Polizei erschossen. Es handelt sich um den dritten Terroranschlag in Großbritannien innerhalb von 73 Tagen.
- Maseru/Lesotho: Parlamentswahl
- Valletta/Malta: Parlamentswahl

### Sonntag, 4. Juni 2017
- Köln/Deutschland: Der mazedonische Handballverein RK Vardar Skopje gewinnt die EHF Champions League.[18]
- Redkino/Russland: Ein betrunkener 45-jähriger Täter erschießt auf einer privaten Feier in einer Datscha mit einer Saiga-12-Selbstladeflinte neun Personen und verletzt eine weitere.[19]
- Orlando/Vereinigte Staaten: Bei einer Schießerei auf dem Gelände des Wohnmobil-Teileunternehmens Fiamma in Orlando werden fünf Personen getötet. Der Täter John Robert Neumann Jr. tötet sich anschließend selbst. Es gibt keine Anzeichen für Terrorismus oder irgendeine Art von organisierter Kriminalität. Die Polizei geht davon aus, dass sie es mit einem Fall von Gewalt am Arbeitsplatz zu tun haben.

### Montag, 5. Juni 2017

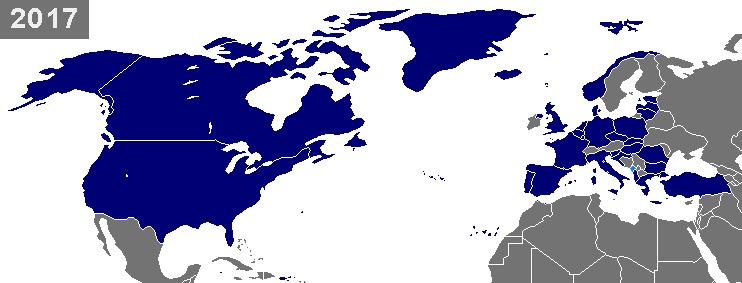
Ausdehnung der NATO

- Brüssel/Belgien: Montenegro wird offiziell das 29. Mitglied der NATO, die Südgrenze der Verteidigungsallianz reicht damit von Portugal bis zur türkisch-syrischen Grenze.[20]
- Bahrain, Saudi-Arabien, die Vereinigten Arabischen Emirate und Ägypten isolieren überraschend ihren Nachbarstaat Katar: Die Grenzen werden geschlossen, Diplomaten abgezogen und Flug- sowie Schiffsverbindungen eingestellt. Katar solle verschiedene islamistische Terrorgruppen unterstützt haben.[21] Eine ähnliche Maßnahme gab es bereits 2014.[22]
- New York/Vereinigte Staaten: Erste UN-Ozeankonferenz zum Schutz der Weltmeere beginnt und geht bis 9. Juni 2017[23][24]

### Dienstag, 6. Juni 2017
- Lissabon/Portugal: Die Europäische Beobachtungsstelle für Drogen und Drogensucht (EBDD) veröffentlicht im Auftrag der EU-Kommission den Europäischen Drogenbericht 2016. Danach stieg die Anzahl der Drogentoten auf 8441 im Jahr 2015, davon 2655 aus Großbritannien und 1226 aus Deutschland.[25]
- Paris/Frankreich: Ein Mann greift am Nachmittag auf dem Platz vor der Kathedrale Notre-Dame de Paris einen Beamten mit einem Hammer an und verletzt diesen. Daraufhin wird der Angreifer von Beamten angeschossen und verletzt.[26]

### Mittwoch, 7. Juni 2017

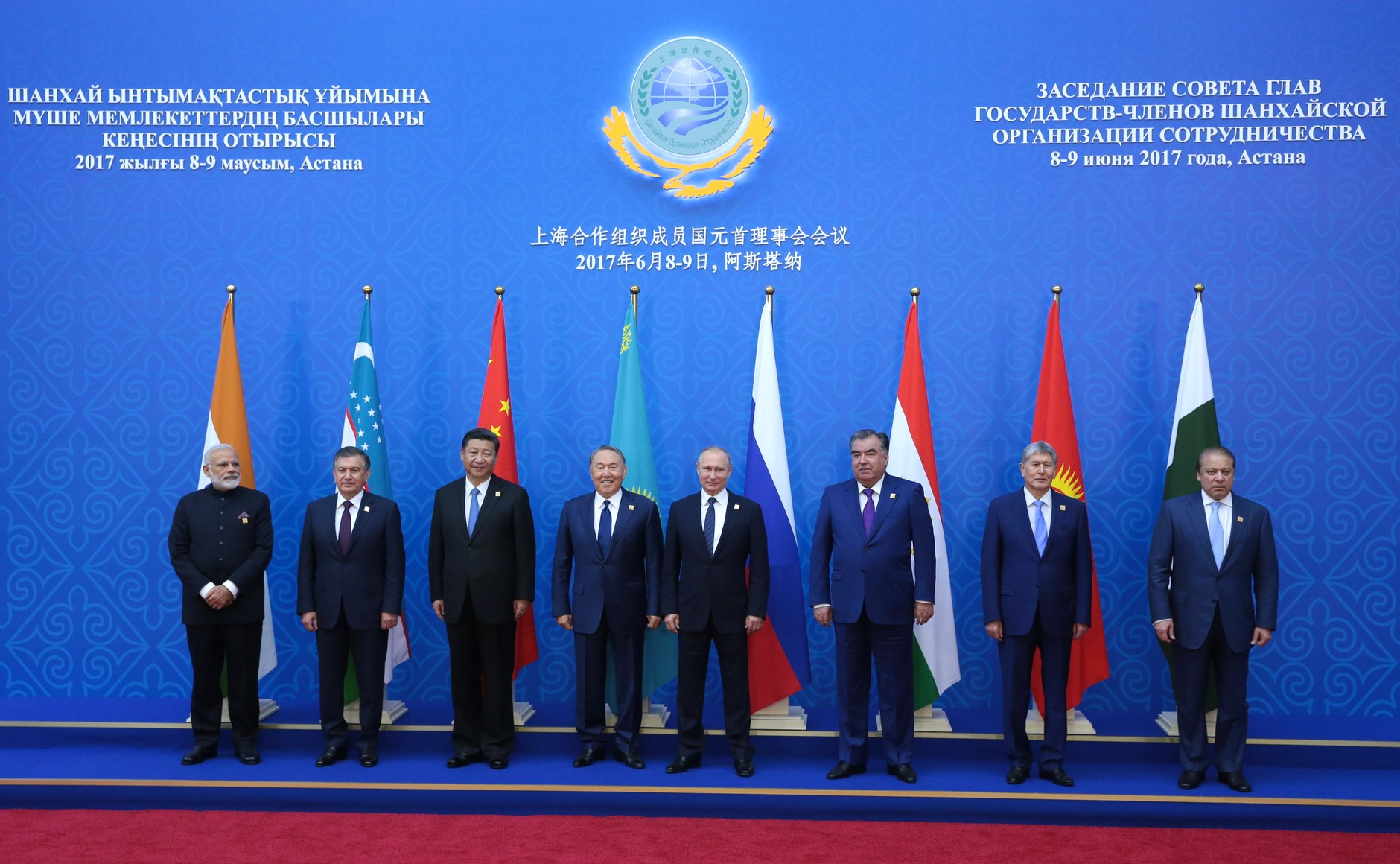
Gipfeltreffen der Shanghaier Organisation für Zusammenarbeit (SCO) in Astana

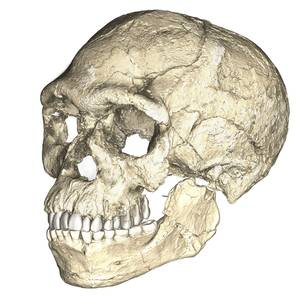
Djebel Irhoud, rekonstruierter Schädel

- Astana/Kasachstan: Gipfeltreffen der Shanghaier Organisation für Zusammenarbeit (SCO).
- Dawei/Myanmar: Ein Transportflugzeug vom Typ Shaanxi Y-8F-200 der Luftwaffe von Myanmar mit rund 106 Soldaten und Familienmitgliedern und 14 Besatzungsmitgliedern stürzt auf dem Flug von Mergui nach Rangun in der Andamanensee rund 218 Kilometer westlich von Dawei ins Meer.[27]
- Erbil/Irak: Die seit 1970 bestehende Autonome Region Kurdistan im Nordirak gibt für den 25. September 2017 ein Unabhängigkeitsreferendum bekannt.[28]
- Izmir/Türkei: Der Generalsekretär von Amnesty International, Salil Shetty, teilt die Festnahme des Rechtsanwalts und Leiters der Türkei-Sektion von Amnesty, Taner Kılıç und von 22 Anwälten in der Provinz Izmir mit. Die Sicherheitskräfte durchsuchten auch das Büro von Amnesty und das Wohnhaus von Kılıç.[29][30]
- Karlsruhe/Deutschland: Das deutsche Bundesverfassungsgericht erklärt die von Betreibern von Kernkraftwerken zwischen 2011 und 2016 erhobene Kernbrennstoffsteuer für verfassungswidrig.[31] Dies führt zu einem Fehlbetrag von insgesamt 25 Milliarden Euro.[32]
- Leipzig/Deutschland: Forscher des Max-Planck-Instituts für evolutionäre Anthropologie in Leipzig haben mit neuen Funden Djebel Irhoud in Marokko nachgewiesen, dass Homo sapiens bereits vor 300.000 Jahren in Afrika gelebt hat.[33]
- Madrid/Spanien: Die Europäische Bankenaufsichtsbehörde Single Resolution Board (SRB) gibt die Übernahme der Finanzgruppe Banco Popular Español für einen Euro durch die Banco Santander bekannt, um den Konkurs der Popular zu verhindern.[34]
- Teheran/Iran Bei einem Doppelanschlag auf das iranische Parlament und das Chomeini-Mausoleum werden mindestens 18 Menschen, darunter sechs der Attentäter, getötet und über 40 weitere verletzt. Die Terrororganisation Islamischer Staat (IS) bekennt sich zum Anschlag.[35]

### Donnerstag, 8. Juni 2017

Die absolute Mehrheit im Unterhaus erreicht Mays Partei (blau) nur mit Unterstützung der DUP (orange)

- London/Vereinigtes Königreich: Bei der vorgezogenen Neuwahl des Unterhauses verliert die regierende Konservative Partei (CP) der Premierministerin Theresa May ihre absolute Mehrheit im Unterhaus. May präferiert nun eine Minderheitsregierung mit Unterstützung der nordirischen Regionalpartei Democratic Unionist Party (DUP).[36][37]
- Wŏnsan/Nordkorea: Die koreanische Volksarmee feuert erneut entgegen der UN-Sanktionen mehrere Anti-Schiffs-Marschflugkörper rund 200 Kilometern weit ins Japanische Meer (Ostmeer).[38]

### Freitag, 9. Juni 2017
- Barcelona/Spanien: Gegen den Widerstand der spanische Zentralregierung in Madrid setzt der Ministerpräsident der Region Katalonien, Carles Puigdemont, für den 1. Oktober 2017 ein Referendum über die Unabhängigkeit Kataloniens von Spanien an.[39]
- Tokio/Japan: Das japanische Parlament hat durch die Verabschiedung eines Sondergesetzes den Weg für eine Abdankung von Kaiser Akihito freigemacht. Kronprinz Naruhito könnte womöglich am 1. Januar 2019 den Thron seines Vaters übernehmen.[40]
- Astana/Kasachstan: Indien und Pakistan treten der Shanghaier Organisation für Zusammenarbeit bei.[41]

### Samstag, 10. Juni 2017

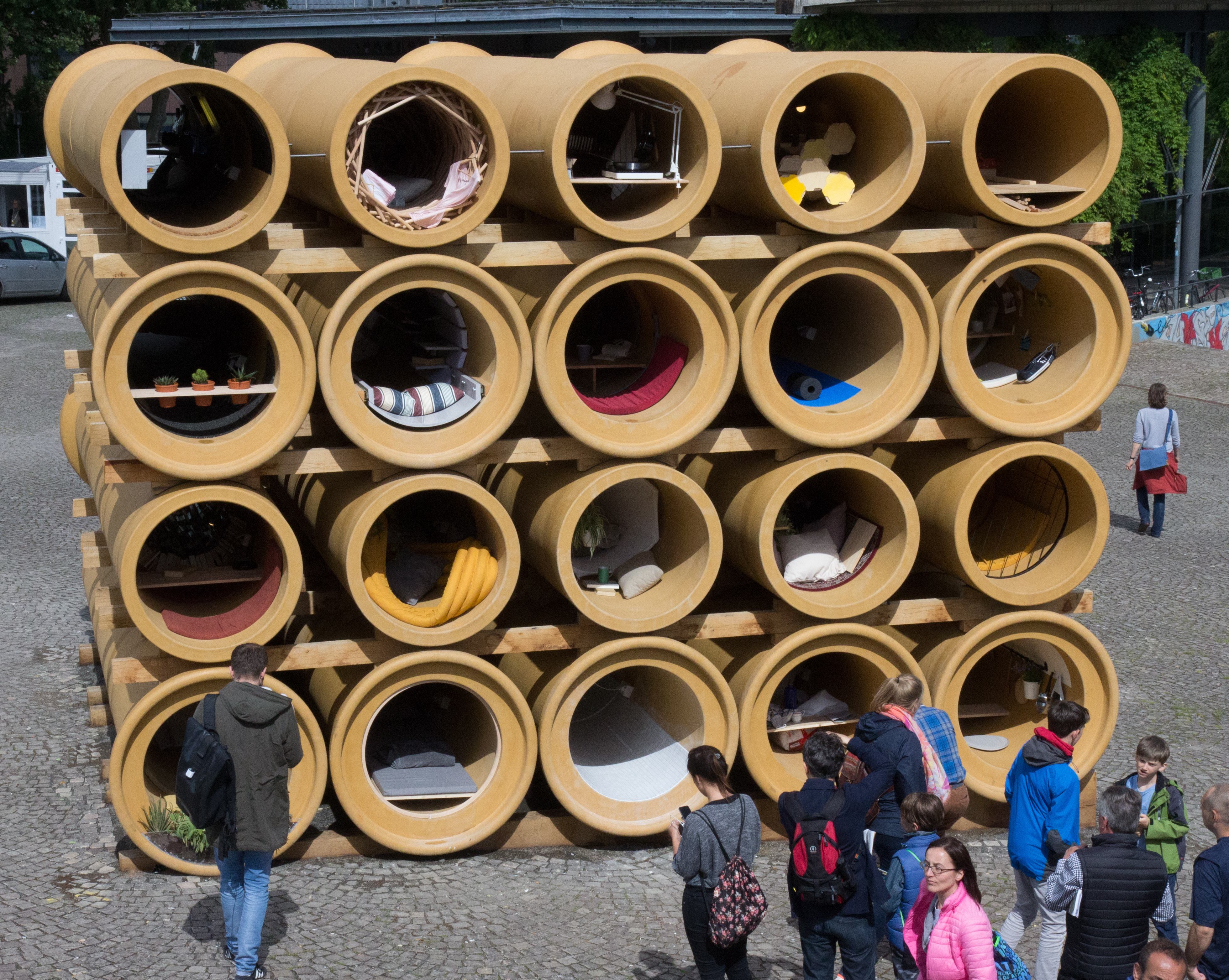
Installation auf der Documenta 14

- Astana/Kasachstan: Die Weltausstellung Expo 2017 wird eröffnet.
- Kassel/Deutschland: Die Documenta 14 wird eröffnet.
- Marawi/Philippinen: US Special Forces unterstützen die philippinischen Streitkräfte im Kampf gegen die Maute-Miliz und Anhänger des Islamischen Staates (IS). Dabei werden 13 philippinische Soldaten getötet. Die Zahl der getöteten Soldaten und Polizisten stieg seit Mai 2017 damit offiziell auf 45.[42][43]

### Sonntag, 11. Juni 2017
- Az-Zintan/Libyen: Die Brigade Abu Bakr al-Sadiq der libyschen Nationalen Befreiungsarmee amnestiert nach fünfeinhalbjähriger Haft, Saif al-Islam al-Gaddafi, den Sohn des ehemaligen Revolutionsführers Muammar al-Gaddafi. Sein Aufenthaltsort ist unbekannt. Seit 2011 besteht ein vom Internationalen Strafgerichtshof in Den Haag ausgestellter Haftbefehl gegen Saif al-Islam Gaddafi wegen Verbrechen gegen die Menschlichkeit.[44]
- Kiew/Ukraine: Die im April 2017 vom EU-Parlament beschlossene visumfreie Einreise für Ukrainer in die Europäische Union (EU) tritt in Kraft. Voraussetzung ist allerdings ein biometrischer Reisepass. Diese Reisefreiheit nutzen in den ersten Stunden rund 600 Ukrainer.[45]
- Paris/Frankreich: Erster Wahlgang zur Parlamentswahl
- Pristina/Kosovo: Parlamentswahl
- San Juan/Puerto Rico: Mit 97 Prozent an Zustimmung haben die Einwohner von Puerto Rico in einer Volksabstimmung dafür gestimmt, 51. Bundesstaat der Vereinigten Staaten werden zu wollen.[46]

### Montag, 12. Juni 2017
- Panama-Stadt/Panama: Panama beendet die diplomatischen Beziehungen zur Republik China (Taiwan) und schafft formale Beziehungen zur Volksrepublik China.[47]

### Dienstag, 13. Juni 2017
- Amsterdam/Niederlande: Knapp drei Monate nach den Wahlen in den Niederlanden sind die Koalitionsverhandlungen auch im zweiten Versuch gescheitert. Die vier Parteien konnten sich nicht auf Gespräche einigen.[48]
- Oakland/Vereinigte Staaten: Die Golden State Warriors siegten in den Play-offs der National Basketball Association (NBA) gegen die Cleveland Cavaliers mit 71:60.[49]

### Mittwoch, 14. Juni 2017

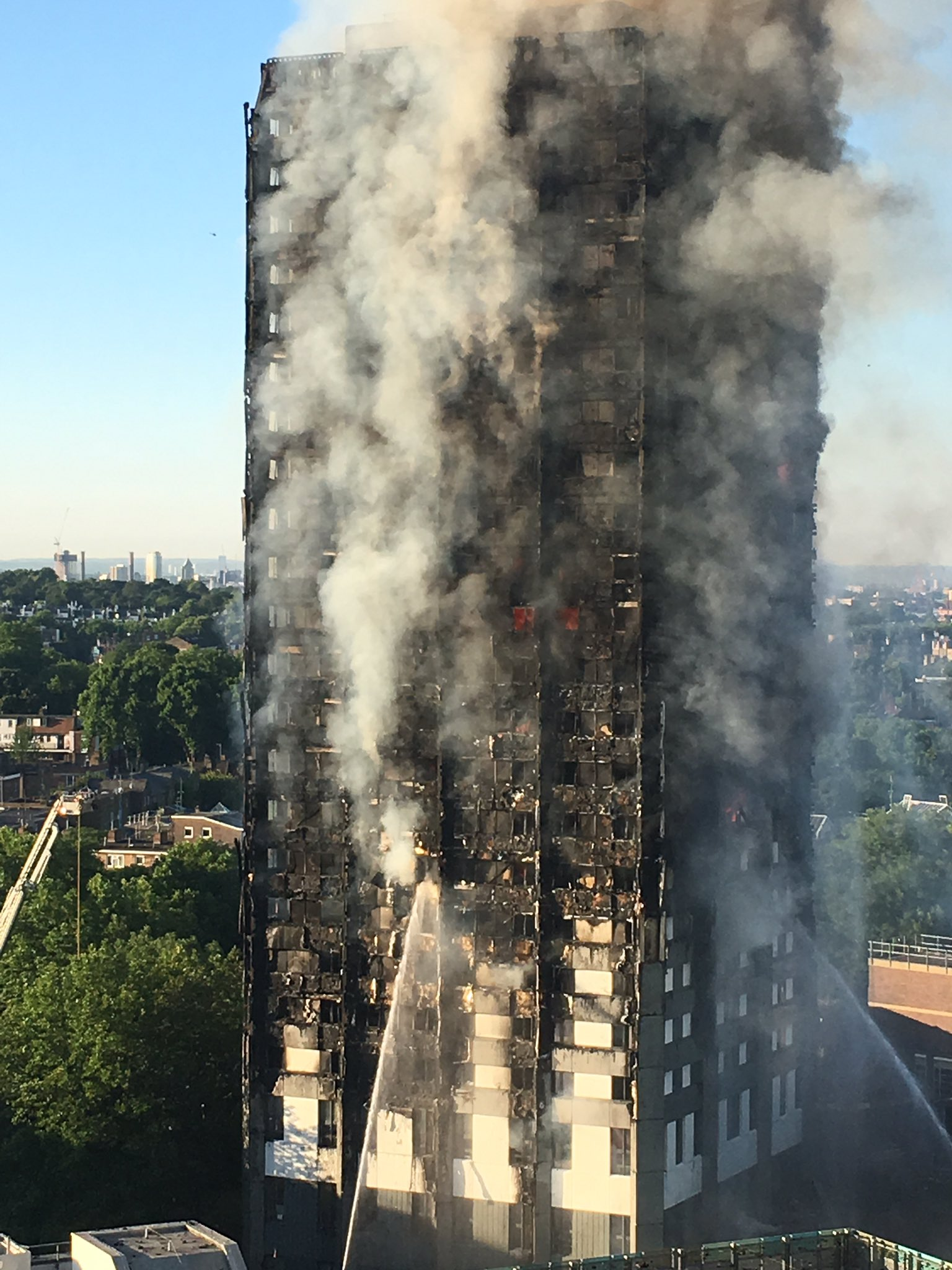
Brand des Grenfell Towers

- Alexandria, Vereinigte Staaten: Der politische Aktivist James Hodgkinson verübt im Vorort Del Ray ein Schussattentat auf eine Gruppe republikanischer Kongress-Abgeordneter und verletzt vier Personen. Der Angreifer stirbt nach einem Schusswechsel mit Polizeibeamten.
- Bern/Schweiz: Bundesrat Didier Burkhalter gibt seinen Rücktritt auf den 31. Oktober 2017 bekannt.
- Dublin/Irland: Amtsantritt des bisherigen Sozialministers Leo Varadkar (Fine Gael) zum neuen Premierminister und Nachfolger des zurückgetretenen Enda Kenny.
- London/Vereinigtes Königreich: Bei einem Großbrand des Grenfell Towers im Stadtbezirk Royal Borough of Kensington and Chelsea kommen mindestens 79 Menschen ums Leben und weitere 79 werden verletzt.
- Luxemburg/Luxemburg: Im Rechtsstreit zwischen dem deutschen Verband Sozialer Wettbewerb e. V. in Berlin und der TofuTown.com GmbH in Wiesbaum urteilt der Europäische Gerichtshof, dass rein pflanzliche Produkte grundsätzlich nicht als Milch, Rahm, Butter oder Käse vermarktet werden dürfen bspw. veganer Käse, da diese Begriffe nach EU-Recht tierischen Produkten vorbehalten sind.[50]

### Donnerstag, 15. Juni 2017
- Brüssel/Belgien: Im Europäischen Wirtschaftsraum (EWR) entfallen die Roaminggebühren europäischer Mobilfunkanbieter. Es gilt der Inlandspreis.
- New York/Vereinigte Staaten: Beginn der zweiten Verhandlungsrunde der Vereinten Nationen über ein völkerrechtliches Verbot von Atomwaffen (bis 7. Juli).
- Mogadischu/Somalia: Bei zwei Angriffen und Bombenanschlägen von sechs Kämpfern der islamistischen al-Shabaab-Miliz auf zwei Restaurants im Hauptstadtdistrikt Hodan sterben mindestens 20 Menschen und 35 weitere werden verletzt. Somalische Soldaten beendeten nach 11 Stunden auch eine Geiselnahme in einem der beiden Restaurants.[51]
- Washington, D.C./Vereinigte Staaten: Das US-Verteidigungsministerium bestätigte den Verkauf von 36 Kampfflugzeugen des Typs F-15QA für 12 Milliarden US-Dollar an die Luftwaffe des Emirats Katar.[52]

### Freitag, 16. Juni 2017
- Seattle/Vereinigte Staaten: Der Online-Versandhändler Amazon.com gibt die Übernahme der weltweit größten Biosupermarktkette Whole Foods Market mit Sitz in Austin (Texas) für 13,7 Milliarden US-Dollar bekannt.[53]
- Xuzhou/China: Bei einem Bombenanschlag vor dem Kindergarten Chuangxin in Xuzhou werden acht Menschen getötet und weitere 65 verletzt. Der mutmaßliche Bombenleger kommt ebenfalls ums Leben.[54]

### Samstag, 17. Juni 2017

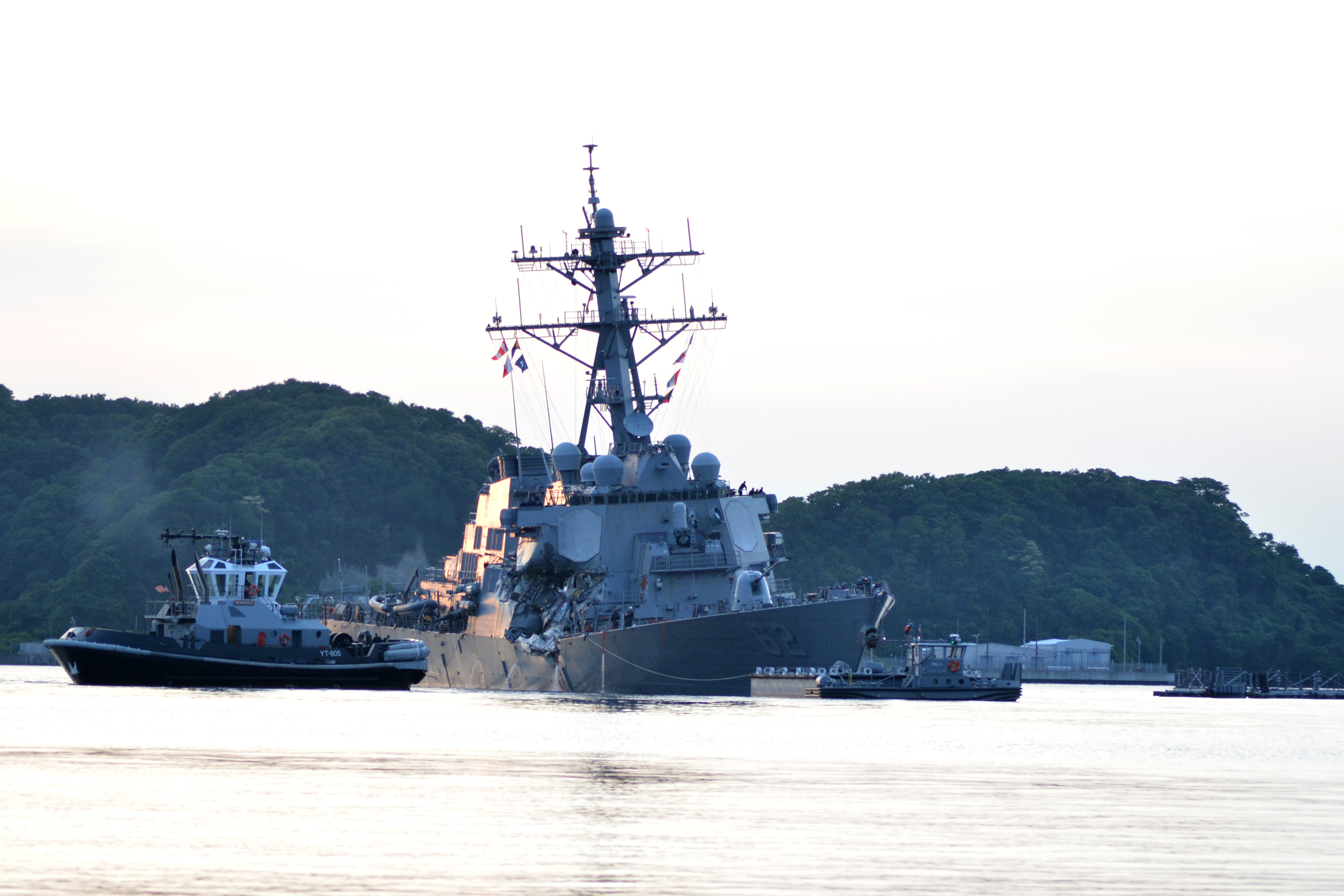
Die schräg liegende USS Fitzgerald

- Sankt Petersburg/Russland: Auftakt zum FIFA-Konföderationen-Pokal 2017
- Shizuoka/Japan: Rund 20 Kilometer vor der japanischen Izu-Halbinsel rammt das unter philippinischer Flagge fahrende Containerschiff ACX Crystal den US-amerikanischen Zerstörer Fitzgerald der 7. US-Flotte. Dabei kommen sieben Soldaten der US Navy ums Leben und drei weitere werden verletzt.[55][56]
- Uummannaq/Grönland: Ein durch einen Bergrutsch ausgelöster Tsunami verursacht schwere Sachschäden in mehreren Siedlungen im Distrikt Uummannaq im Nordwesten Grönlands.[57] Vier Personen werden dabei vermutlich getötet.[58]

### Sonntag, 18. Juni 2017
- ath-Thaura/Syrien: Ein US-Kampfflugzeug vom Typ F/A-18E/F schießt einen syrischen Jagdbomber vom Typ Su-22 ab. Nach US-Angaben habe das syrische Kampfflugzeug vor seinem Abschuss Bomben in der Nähe von Kämpfern der Demokratischen Kräfte Syriens (SDF) abgeworfen. Die syrischen Streitkräfte geben an, Stellungen des Islamischen Staates (IS) bekämpft zu haben.[59][60]
- Bamako/Mali: Bei einem Angriff von islamistischen Kämpfern auf das Luxus-Hotel Le Campement Kangaba in Dougourakoro rund 16 Kilometer nordöstlich des Flughafens werden mindestens fünf Menschen getötet, darunter ein portugiesischer Soldat der EUTM Mali und eine malische Mitarbeiterin der EU-Delegation. Malische Spezialkräfte in Zusammenarbeit mit UN-Soldaten und französischen Anti-Terrorkräften befreien rund 20 Geiseln.[61]
- Bogotá/Kolumbien: Bei einem Bombenanschlag in einer Toilette des Einkaufszentrums Centro Andino werden drei Menschen getötet und neun verletzt. Bürgermeister Enrique Peñalosa spricht von einem Terroranschlag.[62]
- Gardez/Afghanistan: Sieben Taliban-Kämpfer, darunter ein Selbstmordattentäter, greifen das schwer bewachte Polizeihauptquartier der Provinzhauptstadt an. Der Selbstmordattentäter sprengt sich vor dem Eingangstor in die Luft. Bei dem Angriff werden mindestens sechs Polizisten getötet und weitere 30 Menschen verletzt. Fünf der Angreifer werden von den Sicherheitskräften getötet.[63]
- Paris/Frankreich: Nach dem zweiten Wahlgang zur Parlamentswahl erzielt die erst im April 2016 von Emmanuel Macron gegründete liberale Partei La République en Marche (LREM) die absolute Mehrheit.
- Pedrógão Grande/Portugal: Bei schweren Waldbränden sterben mindestens 61 Personen und mindestens 54 weitere Personen werden zum Teil schwer verletzt. Die Regierung gibt eine dreitägige Staatstrauer bekannt.[64]
- Teheran/Iran: Die iranischen Revolutionsgarden haben als Vergeltung für den Doppelanschlag in Teheran am 7. Juni 2017 Boden-Boden-Raketen aus den Provinzen Kermānschāh und Kordestān gegen Stützpunkte des Islamischen Staates (IS) bei Deir ez-Zor im Osten Syriens durchgeführt und sollen nach eigenen Angaben mehrere Terroristen getötet haben.[65]

### Montag, 19. Juni 2017
- Berlin/Deutschland: Im Bundesministerium für Wirtschaft und Energie konstituierte sich erstmals die Stiftung „Fonds zur Finanzierung der kerntechnischen Entsorgung“, deren Errichtung im Dezember 2016 als Teil des „Gesetzes zur Neuordnung der Verantwortung in der kerntechnischen Entsorgung“ beschlossen wurde.[66]
- Berlin/Deutschland: Mutmaßliche Täter einer linksradikalen Gruppierung, „Shutdown G20 – Hamburg vom Netz nehmen“, verüben als Protest gegen den G20-Gipfel einen Brandanschlag auf einen Kabel- und Datenschacht am Bahnhof Berlin Treptower Park sowie weitere 13 Brandanschläge an Bahnstrecken in ganz Deutschland. Dies führte zu hunderten Verspätungen bei zahlreiche S-Bahnen, Regional- und Fernzügen und den Ausfall des Mobilfunk- und Festnetzes, sowie der Internetverbindungen innerhalb des Vodafone-Netzes in einigen östlichen Bundesländern. Das Operative Abwehrzentrum (OAZ) in Sachsen nahm die Ermittlungen auf.[67]
- London/Vereinigtes Königreich: Bei eine Terrorattacke mit einem Lieferwagen rast ein 47-Jähriger Täter absichtlich in eine Menge von Muslimen vor der North London Central Mosque im Stadtbezirk London Borough of Haringey und verletzt acht Menschen, darunter zwei schwer. Der Täter wird von einer Menschenmenge überwältigt und ist in Haft.[68]
- Moskau/Russland: Durch den US-amerikanischen Abschuss eines syrischen Jagdbombers vom Typ Su-22 am Vortag kündigt Russland die Sicherheitszusammenarbeit mit den Vereinigten Staaten im syrischen Luftraum auf. Zudem will die russische Luftwaffe Kampfflugzeuge der Internationalen Allianz gegen den Islamischen Staat im syrischen Luftraum westlich des Euphrats künftig als Feind behandeln.[69]
- Paris/Frankreich: Auf der Prachtstraße Champs-Élysées rammt ein 31-jähriger Islamist ein mit Sprengstoff beladenes Fahrzeug in einen Kleintransporter der Gendarmerie nationale. Bei dem Anschlagsversuch gerät der Renault Megane in Brand und der Täter kommt ums Leben. Nach Angaben französischer Medien befanden sich Gasflaschen, ein AK-47 Kalaschnikow-Gewehr sowie Faustfeuerwaffen in dem Fahrzeug.[70]
- Wien/Österreich: Der Experimentalphysiker Hanns-Christoph Nägerl wird mit dem mit 1,5 Millionen Euro dotierten Wittgenstein-Preis 2017 ausgezeichnet[71]

### Dienstag, 20. Juni 2017
- Brüssel/Belgien: Ein belgischer Soldat vereitelt einen Terroranschlag am Bahnhof Bruxelles-Central/Brussel-Centraal, indem er den mutmaßlichen Täter niederschießt. Es gab eine kleine Explosion am oder in der Nähe des Täters.[72]
- Paris/Frankreich: Die französische Verteidigungsministerin im Kabinett Philippe, Sylvie Goulard und der stellvertretende Premierminister und Justizminister François Bayrou treten wegen einer Affäre um eine Scheinbeschäftigung im EU-Parlament gegen ihre Partei MoDem zurück.[73]

### Mittwoch, 21. Juni 2017

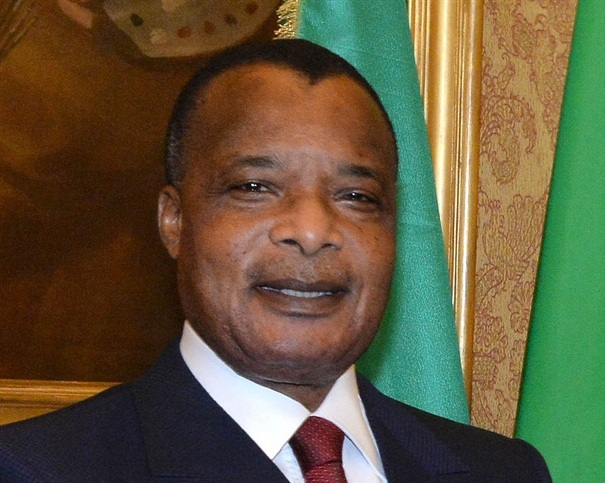
Denis Sassou-Nguesso

- Brazzaville/Republik Kongo: Nach wiederholten Vorwürfen des sexuellen Missbrauchs und der Ausbeutung ordnet Präsident Denis Sassou-Nguesso den Abzug der rund 600 Soldaten an, die sich an der Multidimensionalen Integrierten Stabilisierungsmission der Vereinten Nationen in der Zentralafrikanischen Republik (MINUSMA) beteiligen.[74]
- Bukarest/Rumänien: Das rumänische Parlament stimmt in einem Misstrauensvotum an der sich nur die Regierungskoalition aus der sozialdemokratischen PSD und die liberalen ALDE beteiligten, mit 241 Ja-Stimmen und zehn Nein-Stimmen, für die Absetzung des Ministerpräsidenten Sorin Grindeanu (PSD). Medienberichte zufolge soll sich Grindeanu geweigert haben, das Korruptionsstrafrecht zu lockern.[75]
- Pigkawayan/Philippinen: Rund 200 Kämpfer der islamistischen Banangsamoro Islamic Freedom Fighters (BIFF) stürmen in die Gemeinde Malagakit in der Provinz Cotabato und greifen einen Militärposten an. Es kommt zu Feuergefechten mit den Sicherheitskräften und der Geiselnahme von mindenestens vier Personen, bis sich diese wieder zurückzogen.[76]

### Donnerstag, 22. Juni 2017
- Brüssel/Belgien: Beginn der zweitägigen Sitzung des Europäischen Rates. Dabei geht es um die  Verhandlungen mit dem Vereinigten Königreichs zum Austritt aus der EU, die Reform des Gemeinsamen Europäischen Asylsystems (GEAS), die Verstärkung der Zusammenarbeit zwischen der EU und der NATO.
- Berlin/Deutschland: Verleihung der Theodor-Wolff-Preise des Bundesverbands Deutscher Zeitungsverleger (BDZV).
- Washington, D.C./Vereinigte Staaten: Das US-Landwirtschaftsministerium ordnet aus gesundheitlichen Gründen bis auf weiteres ein Einfuhrstopp von frischem Rindfleisch aus Brasilien an. Nach dem Skandal um verdorbenes Fleisch werde der Einfuhrstopp erst wieder aufgehoben, wenn das brasilianische Landwirtschaftsministerium zufriedenstellende Maßnahmen ergreife.[77]
- Dubai/Vereinigte Arabische Emirate: Afghanistan und Irland werden Full Members des International Cricket Council und dürfen damit offizielle Test Matches austragen.[78]

### Freitag, 23. Juni 2017
- Amsterdam/Niederlande: Greenpeace Niederlande veröffentlicht 205 Seiten aus den geheimen Verhandlungstexten zum geplanten EU-Japan-Freihandelsabkommen (JEFTA) und kritisiert das Umwelt- und Klimaschutz sowie Sozial- und Arbeitsstandards zugunsten des Investitionsschutzes und der Sonderklagerechte für ausländische Investoren noch problematischer ausfällt im Vergleich zu CETA mit Kanada und TTIP mit den Vereinigten Staaten.[79]
- Kuwait/Kuwait: Die vier arabischen Staaten Ägypten, Bahrain, Saudi-Arabien und die Vereinigten Arabischen Emirate (VAE) überreichen dem isolierten Katar unter Vermittlung Kuwaits ein 13-Punkte-Ultimatum zur Aufhebung der Blockade. Darin soll Katar unter anderem innerhalb von 10 Tagen die Unterstützung und die Beziehungen zu den Terrororganisationen Islamischer Staat (IS), al-Qaida sowie der schiitischen Miliz Hisbollah und der Muslimbruderschaft einstellen, den Nachrichtensender Al Jazeera und den seit Mai 2016 bestehenden türkisch-katarischen Militärstützpunkt in Doha schließen, sowie Bürgern aus den vier Staaten keine Staatsbürgerschaft von Seiten Katars anbieten.[80]
- Parachinar/Pakistan: Bei einem Doppelanschlag auf den Markt der Grenzstadt zu Afghanistan in der viele Schiiten leben, sind mindestens 37 Menschen ums Leben gekommen und es gibt mehr als 150 Verletzte. Bei einem dritten Bombenanschlag vor einer Polizeistelle in Quetta sterben weitere 13 Menschen, darunter neun Polizisten. In Karatschi werden vor einem Hotel zudem vier Polizisten getötet. Zu den Anschlägen bekennen sich sowohl die Terrormiliz Islamischen Staat (IS) sowie die Gruppe Jammar-ul-Ahrar, ein Ableger der Tehrik-i-Taliban Pakistan.[81]

### Samstag, 24. Juni 2017
- Xinmo/China: Im Kreis Mao geht nach heftigen Regenfällen eine Gerölllawine über das Bergdorf Xinmo nieder. Dabei werden mindestens fünf Menschen getötet und über 120 Menschen noch vermisst.[82]

### Sonntag, 25. Juni 2017
- Bahawalpur/Pakistan: Nach einem Unfall eines Tanklastwagens eilen mehrere Menschen zu diesem um Treibstoff abzufüllen. Dabei kommt es zu einer Explosion. Mehr als 146 Menschen werden dabei getötet und über 80 verletzt.[83]
- Bogotá/Kolumbien: Bei einer Methangas-Explosion in einer illegalen Kohlegrube in der Gemeinde Cucunubá sterben 13 Menschen. Nach Angaben der Bergbaubehörde Agencia Nacional de Mineria (ANM) gibt es von Januar bis Mai 2017 bereits 28 Grubenunglücke, davon zu 60 Prozent in Kohlegruben mit 23 Opfern.[84]
- Guatapé/Kolumbien: Das mehrstöckiges Touristen- und Freizeitschiff El Almirante kentert mit 150 Menschen an Bord auf dem Stausee El Peñol im Departamento de Antioquia. Dabei kommen mindestens 10 Menschen ums Leben und 30 weitere werden vermisst.[85]
- Port Moresby/Papua-Neuguinea: Parlamentswahl
- Rom/Italien: Auf Empfehlung der Bankenaufsicht der Europäischen Zentralbank (EZB) wickelt die italienische Regierung unter Ministerpräsident Paolo Gentiloni die Veneto Banca in Montebelluna und die Banca Popolare di Vicenza in Vicenza ab. Dies könnte den Steuerzahler rund 17 Milliarden Euro kosten. Die Großbank Intesa Sanpaolo in Turin soll die wirtschaftlichen Teil der Krisenbanken übernehmen, die Ausfallrisiken sollen in einer sogenannten Bad Bank überführt werden.
- Tirana/Albanien: Parlamentswahl[86]
- Wien/Österreich: Bei der Verleihung des Österreichischen Musiktheaterpreises 2017 wird Die griechische Passion an der Oper Graz in drei Kategorien ausgezeichnet.[87]

### Montag, 26. Juni 2017
- Ulaanbaatar/Mongolei: Präsidentschaftswahl

### Dienstag, 27. Juni 2017
- Brüssel/Belgien: Die EU-Kommission hat nach Aussagen der Kommissarin für Wettbewerb, Margrethe Vestager, gegen den US-Konzern Google Inc. eine Strafe von 2,42 Mrd. Euro „wegen Missbrauchs seiner marktbeherrschenden Stellung als Suchmaschine durch unzulässige Vorzugsbehandlung des eigenen Preisvergleichsdiensts“ beschlossen.[88]
- Düsseldorf/Deutschland: Armin Laschet (CDU) wird zum neuen Ministerpräsidenten von Nordrhein-Westfalen gewählt und führt eine  Landesregierung aus CDU und FDP.[89]

### Mittwoch, 28. Juni 2017
- Kiel/Deutschland: Daniel Günther (CDU) wird zum neuen Ministerpräsidenten von Schleswig-Holstein und einer Landesregierung aus CDU, Grünen und FDP gewählt.[90]

### Donnerstag, 29. Juni 2017
- Mannheim/Deutschland: Das große ß (ẞ) wird durch den Rat für deutsche Rechtschreibung in das deutsche Alphabet und in die deutsche Rechtschreibung aufgenommen.[91]

### Freitag, 30. Juni 2017

Legalisierung der gleichgeschlechtlichen Ehe in Deutschland

- Arsal/Libanon: Bei einer Aktion der Streitkräfte des Libanon gegen steigende Gewalt im Grenzgebiet zu Syrien werden die Soldaten zum Ziel von Selbstmordanschlägen. Dabei kommt ein syrisches Mädchen ums Leben. Im Libanon leben etwa eine Million Flüchtlinge des syrischen Bürgerkriegs sowie eine unbekannte Anzahl von Sympathisanten und Mitgliedern der Terrororganisation Islamischer Staat aus verschiedenen Herkunftsländern.[92]
- Berlin/Deutschland: Der Bundestag beschließt mit deutlicher Mehrheit die Einführung der gleichgeschlechtlichen Ehe und verabschiedet zudem das Netzwerkdurchsetzungsgesetz.[93]

## Weblinks

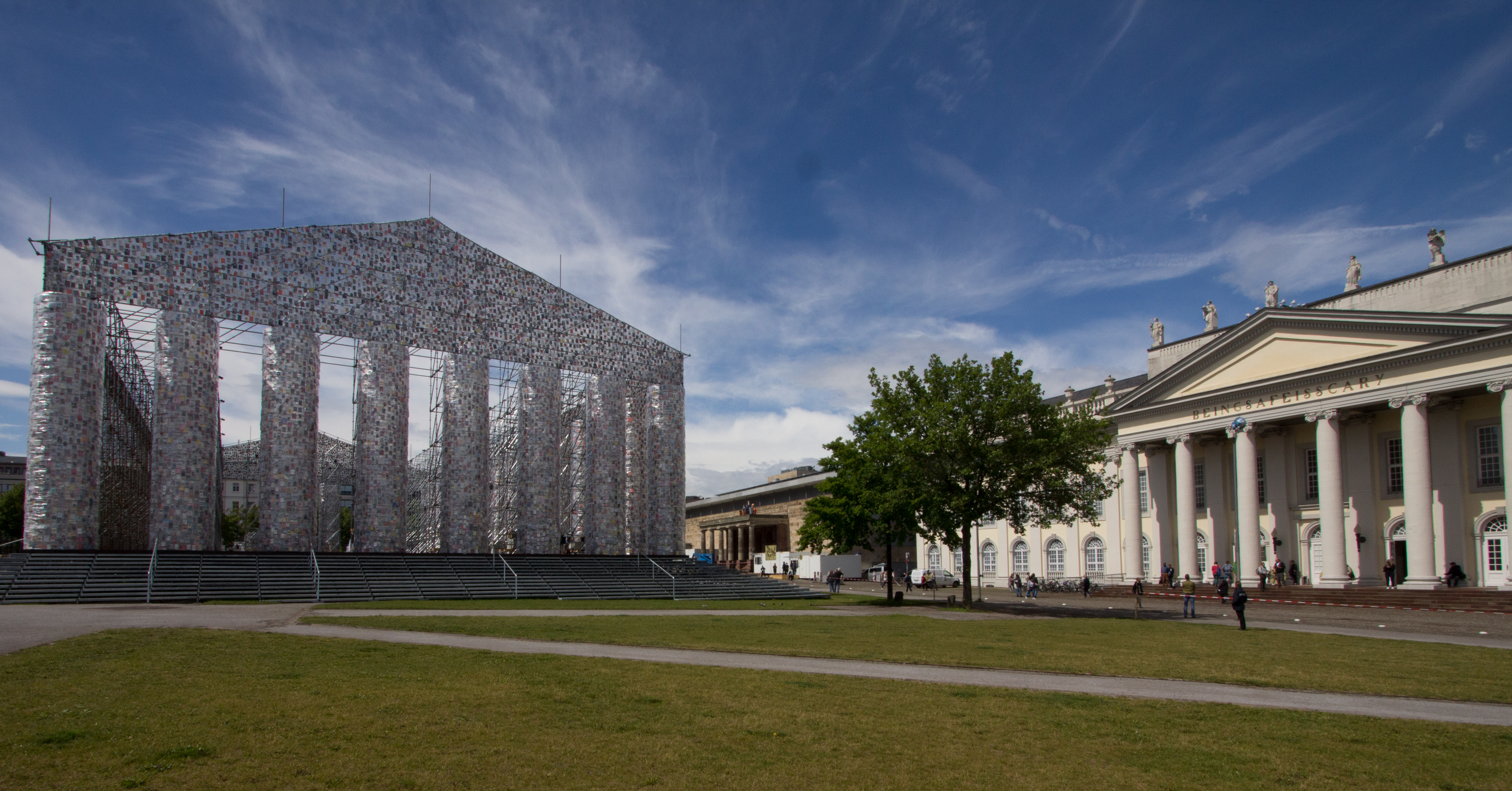
Hessen im Juni 2017